# Instituto público
Um instituto público (IP) ou instituto de direito público constitui um tipo de organismo que integra a administração indireta do Estado ou das regiões autónomas. 
A figura do instituto público existe em Portugal e em outros países e territórios, com sistemas de administração pública inspirados no sistema português, como Angola, Cabo Verde, Guiné-Bissau, Macau, Moçambique, São Tomé e Príncipe e Timor-Leste. As instituições equivalentes no Brasil são designadas "autarquias".

## Portugal
Em Portugal, são considerados institutos públicos os serviços e fundos, da Administração do Estado e das regiões autónomas dos Açores e da Madeira, quando dotados de personalidade jurídica. Os fundos personalizados, considerados institutos públicos, são também designados fundações públicas.
As entidades públicas empresariais (EPE) – criadas ao abrigo do Decreto-Lei n.º 558/99, de 17 de dezembro – não são consideradas institutos públicos. 
Atualmente, os princípios e as normas porque se regem os institutos públicos estão definidos pela Lei n.º 3/2004, de 15 de janeiro (Lei Quadro dos Institutos Públicos).
Geralmente, a designação de um instituto público, inclui a palavra "instituto" (ex.: Instituto Português da Qualidade e Instituto Nacional da Farmácia e do Medicamento) ou, no caso de fundos, a palavra "fundação" (ex.: Fundação para a Ciência e a Tecnologia e Fundação INATEL).  
No entanto, em alguns institutos públicos isso não acontece (ex.: Laboratório Nacional de Engenharia Civil). Por outro lado, existem alguns serviços públicos que incluem a palavra "instituto" na sua designação, mas que não têm a natureza jurídica de instituto público (ex.: Instituto de Socorros a Náufragos e Instituto Geográfico do Exército). 
A partir de 2004, independentemente da sua designação, os institutos públicos da Administração Central passaram a incluir obrigatoriamente o sufixo "IP" na sua designação.

### Princípios fundamentais
Os institutos públicos são pessoas coletivas de direito público, dotadas de órgãos e património próprios, devendo em regra preencher os requisitos de que dependem a autonomia administrativa e financeira. Em casos excepcionais, podem ser criados IP dotados apenas de autonomia administrativa.
Cada IP está adstrito a um departamento ministerial designado como "ministério da tutela". No caso de ser tutelado por mais de um ministério, um IP considera-se adstrito ao departamento ministerial cujo titular exerça sobre ele poderes de superintendência.
Os IP só podem ser criados para o desenvolvimento de atribuições que recomendem a necessidade de uma gestão não submetida à direção do Governo, como são os casos de atividades com certas especificidades técnicas, da produção de bens e da prestação de serviços. Não podem ser criados IP para desempenharem atividades que a Constituição obrigue a que sejam desempenhadas por organismos da administração direta do Estado. Os IP também não podem personalizar serviços de estudo e concepção ou serviços de coordenação, apoio e controlo de outros serviços administrativos.
Mediante autorização do ministro da tutela, um IP pode delegar em entidades privadas a prosecução de algumas das suas atribuições, bem como os poderes para o efeito.
Cada IP terá estatutos próprios, estabelecidos em conjunto pelo ministro das Finanças e pelo ministro da tutela, os quais definirão a sua estrutura e organização. A Constituição ou uma lei especial podem atribuir, a um IP, autonomia estatutária, caso em que é o próprio instituto a elaborar os seus estatutos que, no entanto, terão que ser homologados ou aprovados pelo Governo.

### Organização
Os institutos públicos incluem, como órgãos necessários, um conselho diretivo e um fiscal único. Além destes, os estatutos de um IP podem prever outros órgãos, nomeadamente de natureza consultiva ou de participação dos destinatários da respetiva atividade. 
O conselho diretivo é o órgão colegial responsável pela definição da atuação do IP, como pela direção dos seus serviços. É composto por um presidente e até dois vogais, podendo ter também um vice-presidente. Os membros dos conselhos diretivos dos IP são nomeados em conjunto pelo primeiro-ministro e pelo ministro da tutela, sob proposta deste.
O fiscal único é o órgão de fiscalização do IP, sendo responsável pelo controlo da legalidade, da regularidade e da boa gestão financeira e patrimonial do instituto. O fiscal único é um revisor oficial de contas ou sociedade de revisores oficiais de contas, nomeado em conjunto pelo ministro das Finanças e pelo ministro da tutela.
Quando exista, o conselho consultivo é o órgão de consulta, apoio e participação na definição das linha gerais de atuação do IP e nas tomadas de decisão do conselho diretivo. Conforme os estatutos do IP, o conselho consultivo pode ser composto por representantes das entidades ou organizações dos interessados na atividade do instituto, por representantes de outros organismos públicos e por técnicos e especialistas independentes.
Os IP com menor complexidade podem adoptar um regime de organização simplificada, em que o único órgão de direção é um diretor - eventualmente coadjuvado por um subdiretor - e um conselho administrativo. 
Nos IP com gestão participada, definida pela Constituição ou por lei especial, a organização do instituto pode prever a participação de terceiros nos seus órgãos de direção.

### Pessoal
O pessoal dos institutos públicos estabelece uma relação de emprego com o respectivo instituto. 
Os IP podem adoptar o regime da função pública ou o regime de contrato individual de trabalho, para o seu pessoal. No primeiro caso, o pessoal do IP será constituído maioritariamente por funcionários públicos. No segundo caso, será constituído por funcionários contratados, não sujeitos ao regime da função pública. No entanto, mesmo que adopte o regime da função pública, um IP pode ter parte do seu pessoal sujeito a contrato individual de trabalho.

### Institutos de regime especial
Alguns institutos públicos estão sujeitos a um regime especial, estando as suas normas e princípios estabelecidos por leis especiais e não pela Lei Quadro dos Institutos Públicos.
São institutos de regime especial: as universidades e escolas de ensino superior politécnico, as instituições públicas de solidariedade especial, os estabelecimentos do Serviço Nacional de Saúde, as regiões de turismo, o Banco de Portugal e os fundos que funcionam junto dele, as entidades administrativas independentes, o Instituto de Gestão Financeira e Patrimonial da Justiça e o Fundo de Garantia Financeira da Justiça por aquele gerido.

## Brasil
Exemplos: Instituto Brasileiro de Geografia e Estatística (faz parte do "Sistema Estatístico Nacional"), Fundação Oswaldo Cruz, Instituto Federal de São Paulo.